# Тугайный соловей
Тугайный соловей, или рыжехвостая славка (лат. Cercotrichas galactotes) — певчая птица из семейства мухоловковых.

## Описание
Тугайный соловей — стройная птица длиной 14—16 см и весом 20—25 г. Размах крыльев составляет от 22 до 27 см. Половой диморфизм отсутствует. Оперение верхней части тела от коричневато-красного до серо-коричневого окраса. Нижняя часть тела песочного цвета. Над глазом белёсая «бровь». Хвост длинный, каштанового цвета, вершина хвоста чёрно-белого цвета. Молодые особи похожи по внешнему виду со взрослыми, но в целом имеют более светлый песочно-коричневый цвет. Оперение линяет осенью. Продолжительность жизни до 5 лет.

## Вокализация
Песня — набор свистов и трелей, крик — резкое «тции-тци».

## Распространение
Вид распространён в западном и восточном Средиземноморье, а также в Малой Азии, Закавказье, на севере Аравийского полуострова и в Средней Азии к востоку до озера Балхаш. Широко распространен также в Северной Африке. Тугайный соловей населяет сады, виноградники, пальмовые и оливковые рощи. Он сидит на кустах и на земле со свисающими крыльями и поднятым вверх длинным, развёрнутым веером хвост. Это перелётная птица, мигрирующая зимой в Африку южнее Сахары.

## Питание
Птицы питаются червями, муравьями, жуками, кузнечиками и личинками бабочек и мотыльков, а также дождевыми червями, переворачивая опавшие листья в поисках добычи. Также в их рацион входят и фрукты. 

## Размножение
Гнездо из травы и веток располагается в живых изгородях опунций и в кустах пальм на высоте примерно 2 м над землёй. Оно выстилается растительными волокнами, иногда также кусочками змеиной кожи. В кладке 3—5 яиц зеленовато-голубоватого цвета с бледными бурыми крапинами. Самка высиживает кладку 13 дней. Птенцы покидают гнездо через 12—13 дней. Обыкновенная кукушка является гнездовым паразитом птиц.

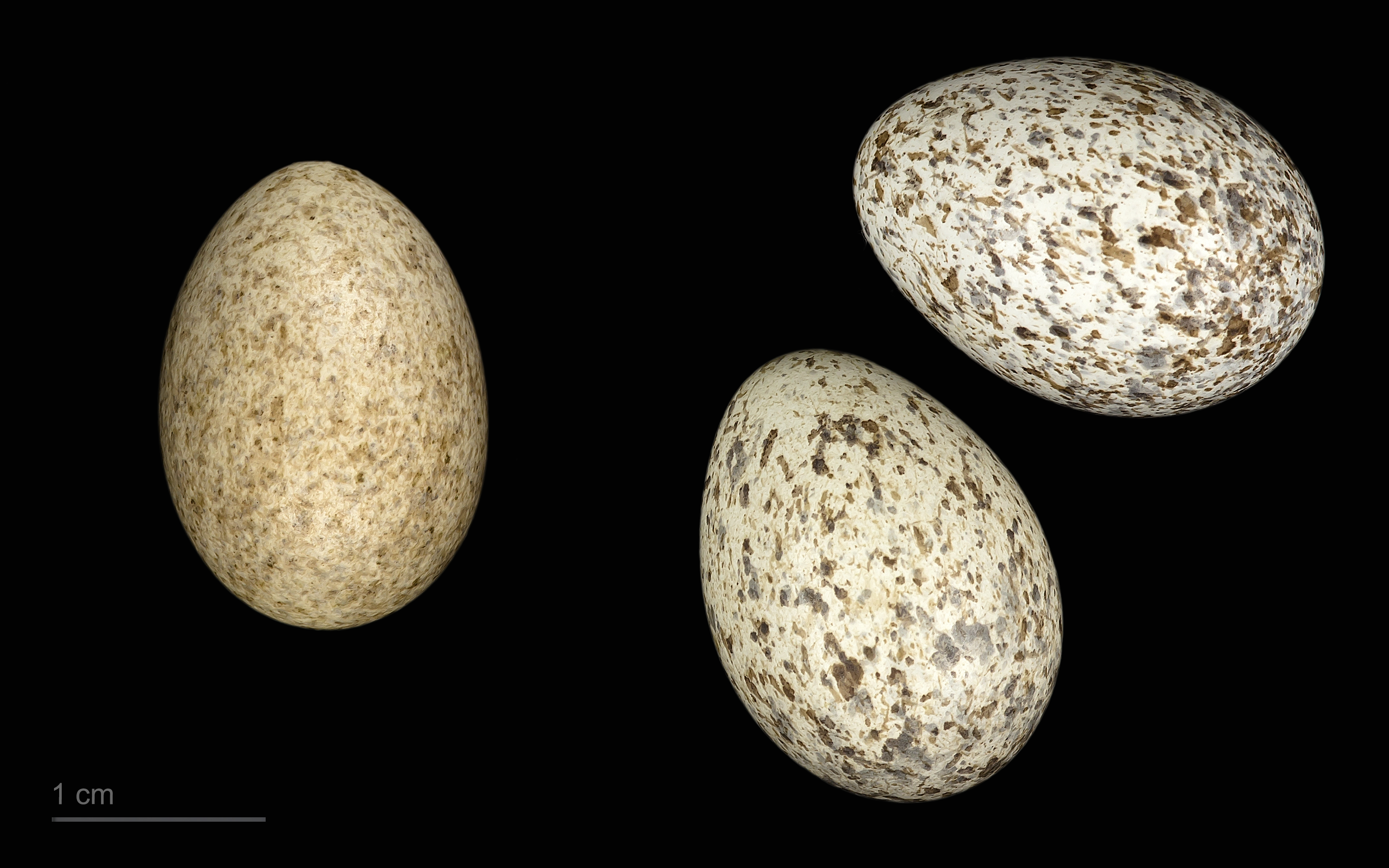
яйцо Cuculus canorus canorus + Cercotrichas galactotes - Тулузский музеум
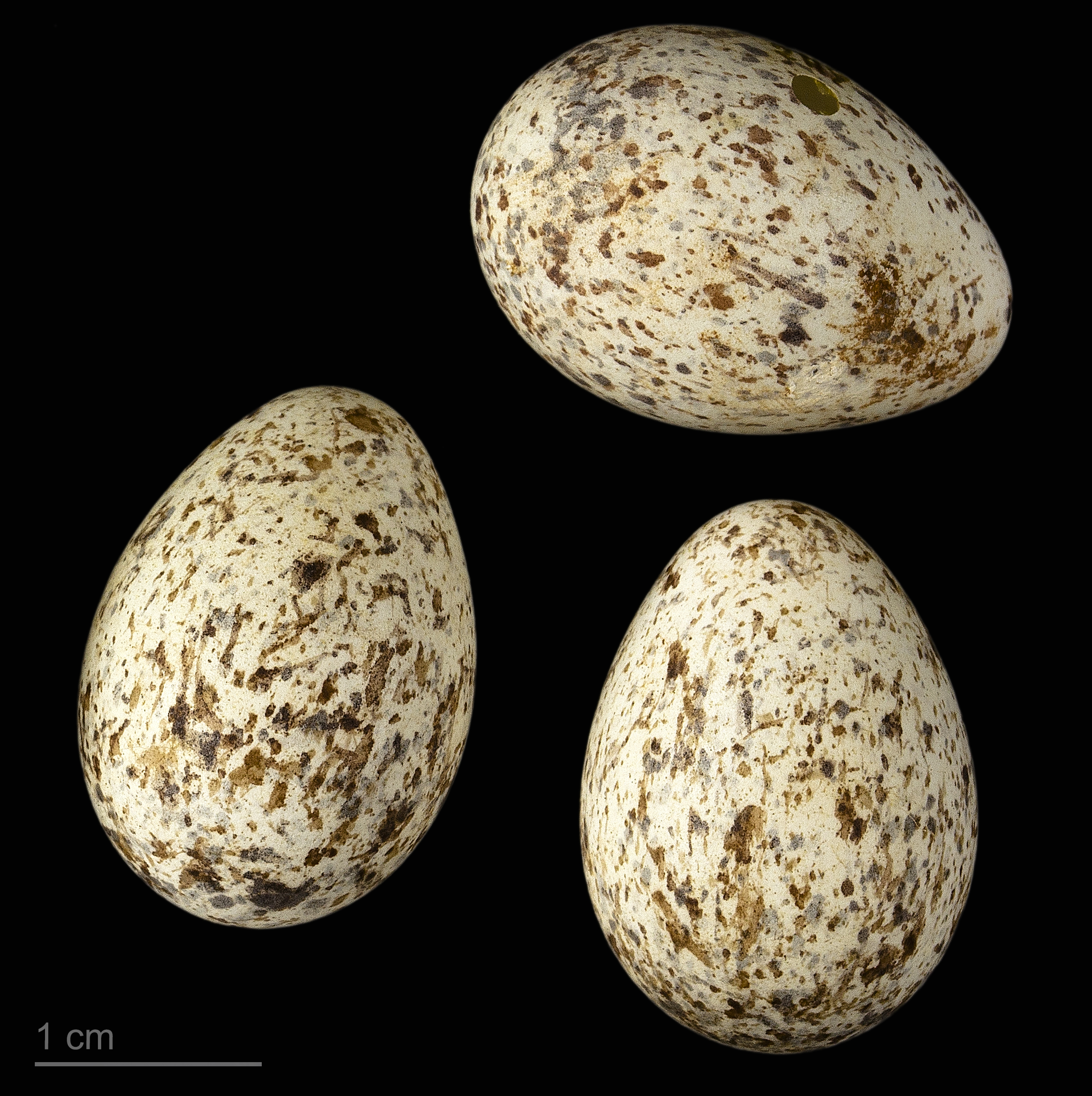
яйцо Cercotrichas galactotes - Тулузский музеум